# Paguristes sericeus
Paguristes sericeus är en kräftdjursart som beskrevs av Alphonse Milne-Edwards 1880. Paguristes sericeus ingår i släktet Paguristes och familjen Diogenidae. Inga underarter finns listade i Catalogue of Life.